# نمایش دهه ۷۰
نمایش دهه ۷۰ (انگلیسی: That '70s Show) یک مجموعه تلویزیونی درام تاریخی کمدی موقعیت، آمریکایی است که در ابتدا از ۲۳ اوت ۱۹۹۸ تا ۱۸ مه ۲۰۰۶ در فاکس پخش شد. این سریال به داستان زندگی گروهی از شش دوست نوجوان که در «پوینت ویسکانسین» زندگی می‌کنند، می‌پردازد. اعضای اصلی بازیگران نوجوان شامل توفر گریس، میلا کونیس، اشتون کوچر، دنی مسترسون، لورا پرپون و ویلمر والدراما بودند. اعضای اصلی بازیگران بزرگسال شامل دبرا جو روپ، کرتوود اسمیت، دان استارک، تامی چونگ و تانیا رابرتس بودند.